# دماء على الشمس (فلم)
دماء على الشمس (بالإنجليزية: Blood on the Sun) هو فيلم حرب تم إنتاجه في الولايات المتحدة وصدر في سنة 1945.

## بطولة
- جيمس كاغني

## الميزانية والإيرادات
حقق أرباحا تقدر بـ 3.4 مليون دولار|.

### ترشيحات وجوائز
| السنة | الحدث  | الفئة          | النتيجة  |
| ----- | ------ | -------------- | -------- |
|       | أوسكار | أفضل إنتاج فني | فـــــوز |

## وصلات خارجية
- مقالات تستعمل روابط فنية بلا صلة مع ويكي بيانات